# 多磨靈園站
多磨靈園站（日语：／ Tama-reien eki */?）是一個位於東京都府中市清水丘三丁目，屬於京王電鐵京王線的鐵路車站。車站編號是KO22。

## 年表
- 1916年10月31日，作為京王電氣軌道的車站啟用，最初名為多磨站。
- 1932年12月8日，改稱市公園墓地前站。
- 1937年5月1日，改稱多磨靈園站。
- 1944年5月31日，京王與東京急行電鐵合併後，多磨靈園站作為京王線的車站運行。
- 1948年6月1日，東急與京王帝都電鐵分拆，多磨靈園站成為京王的車站。
- 2010年11月27日，跨站式站房完工，同日增設南口。
- 2013年2月22日，快速開始在多磨靈園站停站，同日以KO22作為編號。

## 車站構造
本站是相對式月台2面2線的地上車站。2010年11月27日啟用新建的跨站式站房。驗票閘口位於站房二樓。兩月台中間設置具有空調的候車室。
剪票口與各月台及北口、南口地面層之間設有電扶梯與電梯。廁所位在剪票口內右側。
北口有巴士、計程車乘車處。

### 月台配置
| 月台 | 路線   | 方向 | 目的地                                 |
| ---- | ------ | ---- | -------------------------------------- |
| 1    | 京王線 | 下行 | 京王八王子、高尾山口、多摩動物公園方站 |
| 2    | 京王線 | 上行 | 調布、明大前、笹塚、新宿、新宿線方向   |

## 使用情況
2016年度1日平均上下車人次為12,754人。
各年度1日平均上下車、上車人次如下表
| 年度               | 1日平均 上下車人次員 | 1日平均 上車人次 | 來源     |
| ------------------ | -------------------- | ---------------- | -------- |
| 1955年（昭和30年） | 2,355                |                  |          |
| 1960年（昭和35年） | 4,418                |                  |          |
| 1965年（昭和40年） | 8,458                |                  |          |
| 1970年（昭和45年） | 12,290               |                  |          |
| 1972年（昭和47年） | 13,537               |                  |          |
| 1975年（昭和50年） | 12,838               |                  |          |
| 1980年（昭和55年） | 12,105               |                  |          |
| 1985年（昭和60年） | 11,625               |                  |          |
| 1990年（平成02年） | 11,804               | 5,814            | [ * 1 ]  |
| 1991年（平成03年） |                      | 6,008            | [ * 2 ]  |
| 1992年（平成04年） |                      | 5,973            | [ * 3 ]  |
| 1993年（平成05年） |                      | 6,030            | [ * 4 ]  |
| 1994年（平成06年） |                      | 6,049            | [ * 5 ]  |
| 1995年（平成07年） | 12,344               | 6,000            | [ * 6 ]  |
| 1996年（平成08年） |                      | 5,953            | [ * 7 ]  |
| 1997年（平成09年） |                      | 5,811            | [ * 8 ]  |
| 1998年（平成10年） |                      | 5,732            | [ * 9 ]  |
| 1999年（平成11年） |                      | 5,563            | [ * 10 ] |
| 2000年（平成12年） | 11,851               | 5,578            | [ * 11 ] |
| 2001年（平成13年） |                      | 5,592            | [ * 12 ] |
| 2002年（平成14年） | 11,940               | 5,789            | [ * 13 ] |
| 2003年（平成15年） | 12,340               | 5,940            | [ * 14 ] |
| 2004年（平成16年） | 11,931               | 5,710            | [ * 15 ] |
| 2005年（平成17年） | 11,537               | 5,723            | [ * 16 ] |
| 2006年（平成18年） | 11,158               | 5,795            | [ * 17 ] |
| 2007年（平成19年） | 11,474               | 5,945            | [ * 18 ] |
| 2008年（平成20年） | 11,512               | 5,934            | [ * 19 ] |
| 2009年（平成21年） | 11,650               | 5,973            | [ * 20 ] |
| 2010年（平成22年） | 11,633               | 5,942            | [ * 21 ] |
| 2011年（平成23年） | 11,418               | 5,831            | [ * 22 ] |
| 2012年（平成24年） | 11,546               | 5,871            | [ * 23 ] |
| 2013年（平成25年） | 11,796               | 5,992            | [ * 24 ] |
| 2014年（平成26年） | 12,011               | 6,074            | [ * 25 ] |
| 2015年（平成27年） | 12,543               |                  |          |
| 2016年（平成28年） | 12,754               |                  |          |

## 車站周邊
車站周邊一帶屬於武藏野台地南端。府中崖線與車站北側的甲州街道與京王線平行，之間已形成商店街。商店街周圍為住宅區，還可見到武藏野的風貌。東北方有西武鐵道多摩川線的白糸台站與府中白糸台郵便局，步行約10分鐘左右。

### 商店街
站前商店街稱「TAMA ROAD商店會」，店鋪主要集中在站前的東鄉寺通，在九中通道路整備後往車站北側逐漸擴張。商店街內有許多悠久的店舖，但正逐步進行改建。便利商店與中型超市在車站南北兩側各有一間。

### 道路
駅車站剪票口外有小型的巴士總站，連接車站東側的道路。這稱為「東鄉寺通」的道路，往北分別與九中通、品川通、舊甲州街道、國道20號交會。舊甲州街道交叉點以北是多磨靈園南參道，至多磨靈園約1.5公里。九中通與甲州街道交會後稱淺間山通，往北可至都立淺間山公園。
東鄉寺通往南會與府中崖線交會，上坡途中的西側便是東鄉寺。此地以枝垂櫻聞名。沿著府中崖線的東西向道路稱為「往返之道」（いききの道），過去是東海道大井經府中至甲州國府的古道。接著南下分別與清水下通、中央自動車道交會，再往前可達多摩川。中央高速巴士的中央道府中巴士站至車站步行約10分鐘左右。

### 巴士路線
- 多磨靈園站（京王巴士中央、京王巴士小金井）
  - 武85 經多磨靈園表門、試驗場（日语：府中運転免許試験場）正門、多磨町、貫井隧道 往武藏小金井站南口
  - 武95 經多磨靈園表門、試驗場正門、多磨町、前原坂 往武藏小金井站南口
  - 磨01 經多磨靈園表門、試驗場正門 往多磨町
  - 春、秋的彼岸及盂蘭盆節加開往多磨靈園表門的臨時巴士。
- 多磨靈園站入口（中巴士（日语：ちゅうバス）〈府中市社區巴士。委託京王巴士中央運行）
  - 朝日町線 經榊原紀念醫院（日语：榊原記念病院） 往多磨站／經東府中站 往府中站
- 多摩川競艇場（日语：多摩川競艇場）比賽日由西武巴士小平營業所（日语：西武バス小平営業所）運行接駁巴士。

## 站名由來
開站當時的站名為「多磨」，為所在地的地名。東京市多磨墓地開園後改為「市公園墓地前」，之後再改為「多磨靈園」。雖然名為多磨靈園站，但是並非最接近多磨靈園的車站（最接近的是西武多摩川線的多磨站）。車站與靈園相距超過兩公里，因此靈園方面亦沒有在其官方網站上列出此站。

## 相鄰車站
京王電鐵
 京王線
■特急、■準特急、■急行、■區間急行
通過
■快速、■各站停車
武藏野台（KO21）－多磨靈園（KO22）－東府中（KO23）

## 外部連結
- 多磨靈園 - 京王電鐵

35°39′58″N 139°30′10.7″E / 35.66611°N 139.502972°E